# Чукарички
Футбольний клуб Чукарички або просто Чукарички (серб. Фудбалски клуб Чукарички) — професійний сербський футбольний клуб з міста Белград.

## Досягнення
- Перша ліга чемпіонату Сербії з футболу
  -  Срібний призер (2): 2006/07, 2012/13

- Кубок Сербії
  -  Володар (1): 2015

## Виступи в єврокубках
| Сезон   | Змагання         | Раунд    | Клуб                 | Вдома | На виїзді | В сукупності |  |
| ------- | ---------------- | -------- | -------------------- | ----- | --------- | ------------ |  |
| 1996    | Кубок Інтертото  | Група 9  | Спартак Трнава       | Н/Д   | 0–3       | 5-те         |  |
| 1996    | Кубок Інтертото  | Група 9  | Даугава Рига         | 1–3   | Н/Д       | 5-те         |  |
| 1996    | Кубок Інтертото  | Група 9  | Карлсруе             | Н/Д   | 0–3       | 5-те         |  |
| 1996    | Кубок Інтертото  | Група 9  | Університатя Крайова | 1–2   | Н/Д       | 5-те         |  |
| 1997    | Кубок Інтертото  | Група 10 | Гронінген            | Н/Д   | 0–1       | 3-тє         |  |
| 1997    | Кубок Інтертото  | Група 10 | Глорія Бистриця      | 3–2   | Н/Д       | 3-тє         |  |
| 1997    | Кубок Інтертото  | Група 10 | Монпельє             | Н/Д   | 1–3       | 3-тє         |  |
| 1997    | Кубок Інтертото  | Група 10 | Спартак Варна        | 3–0   | Н/Д       | 3-тє         |  |
| 2014–15 | Ліга Європи      | 1КР      | Сан-Жулія            | 4–0   | 0–0       | 4–0          |  |
| 2014–15 | Ліга Європи      | 2КР      | Гредіг               | 0–4   | 2–1       | 2–5          |  |
| 2015–16 | Ліга Європи      | 1КР      | Домжале              | 0–0   | 1–0       | 1–0          |  |
| 2015–16 | Ліга Європи      | 2КР      | Габала               | 1–0   | 0–2       | 1–2          |  |
| 2016–17 | Ліга Європи      | 1КР      | Ордабаси             | 3–0   | 3–3       | 6–3          |  |
| 2016–17 | Ліга Європи      | 2КР      | Відеотон             | 1–1   | 0–2       | 1–3          |  |
| 2019–20 | Ліга Європи      | 1КР      | Бананц               | 3–0   | 5–0       | 8–0          |  |
| 2019–20 | Ліга Європи      | 2КР      | Молде                | 1–3   | 0–0       | 1–3          |  |
| 2021–22 | Ліга конференцій | 2КР      | Сумгаїт              | 0–0   | 2–0       | 2–0          |  |
| 2021–22 | Ліга конференцій | 3КР      | Гаммарбю             | 3–1   | 1–5       | 4–6          |  |
| 2022–23 | Ліга конференцій | 2КР      | Расінг               |       | 4–1       |              |  |

## Відомі гравці
До списку включені футболісти, які виступали у складі своїх національних збірних:
 Сербія та її попередники
- Мілан Дудич
- Горан Гавранчич
- Франьо Гілер
- Йован Гойкович
- Боян Ісаїлович
- Александар Йович
- Александар Коларов
- Благоє Мар'янович
- Альберт Надь
- Павле Нінков
- Милош Нинкович
- Аяздін Нухі
- Андрія Павлович
- Александар Петрович
- Нікола Трайкович
- Милан Вилотич
- Мілівоє Вітакич

Інші
- Адмір Аганович
- Срджан Пецель
- Неманья Супич
- Лі Адді
- Маріо Джуровський
- Периця Станчеський
- Остоя Стєпанович
- Джорджиє Четкович
- Іван Кецоєвич
- Рісто Лакич
- Мітар Новакович
- Філіп Стойкович
- Рудольф Бестер
- Еліфас Шивуте
- Уго Ука
- Кельфала Малах
- Юджин Ссеппуя

## Відомі тренери
- Драган Окука (1 липня 1996 – 30 червня 1997)
- Горан Стеванович (1 липня 2001–01)
- Желько Симович (2003)
- Нікола Ракоєвич (2004—2005)
- Борислав Радука
- Драгослав Степанович (24 серпня 2007 – 8 грудня 2008)
- Срджан Голович (в.о.) (8 грудня 2008 – 26 грудня 2008)
- Деян Джурджевич (26 грудня 2008 – 30 червня 2009)
- Милолюб Остожич (1 липня 2009 – 22 серпня 2009)
- Срджан Василєвич (22 серпня 2009 – 30 січня 2010)
- Сімо Крунич (1 лютого 2010 – 12 серпня 2010)
- Александар Йович (12 серпня 2010 – 9 листопада 2010)
- Драган Лакманович (12 січня 2011 – 30 червня 2011)
- Владимир Ромчевич (1 липня 2011 – 30 червня 2012)
- Владан Мілоєвич (1 липня 2012 – 2 жовтня 2015)